# Herz-Jesu-Kirche (Mannheim)

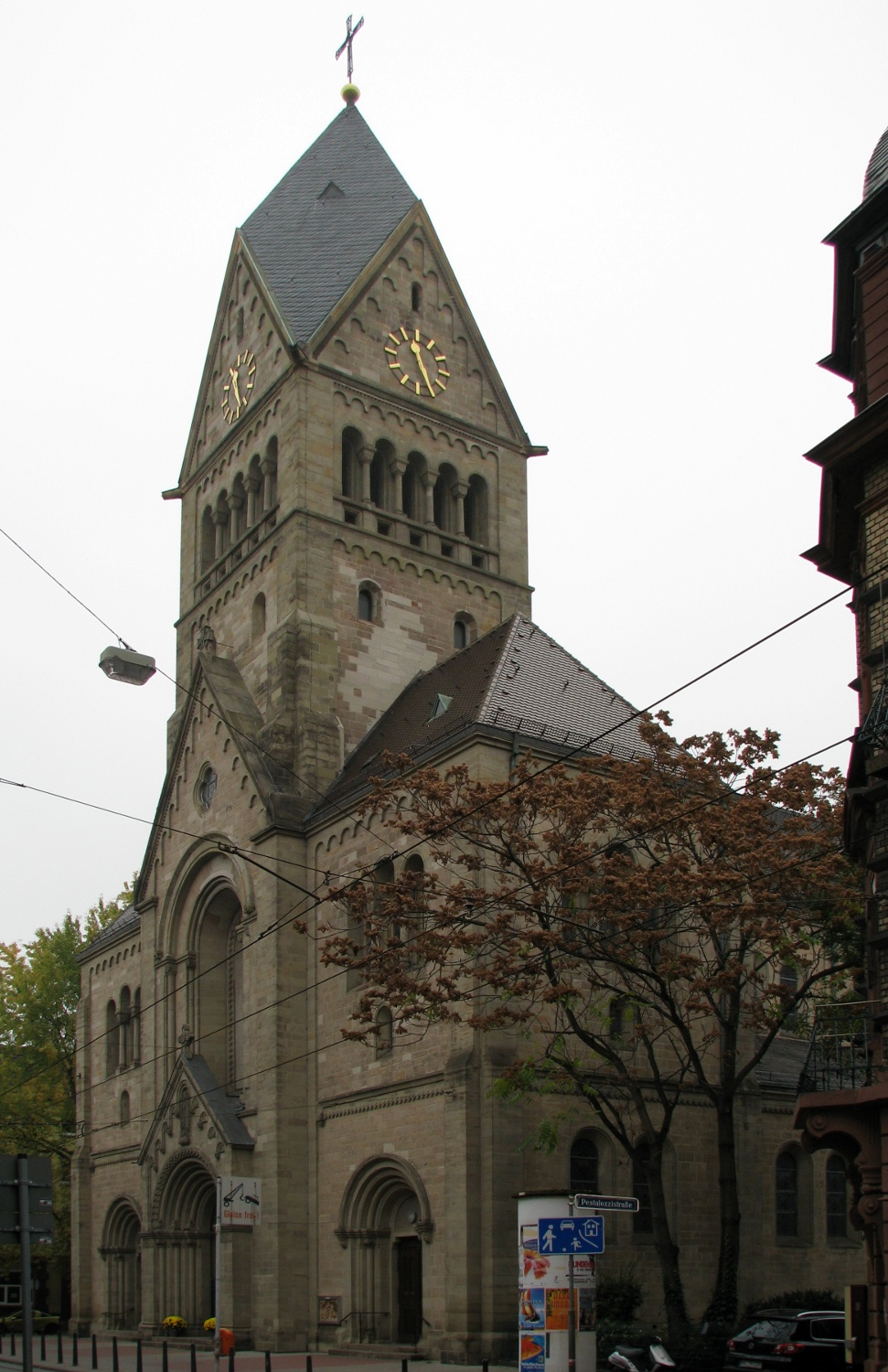
Herz-Jesu-Kirche

Die Herz-Jesu-Kirche ist eine katholische Kirche im Mannheimer Stadtteil Neckarstadt-West. Der neuromanische Bau wurde zwischen 1901 und 1904 nach den Plänen von Ludwig Maier errichtet.

## Geschichte
Die Neckarstadt liegt, durch den Neckar getrennt, auf der gegenüberliegenden Seite der Mannheimer Innenstadt. Ursprünglich befanden sich dort die Neckargärten. Mit der wachsenden Einwohnerzahl der Stadt im 19. Jahrhundert wurde das alte Stadtgebiet zu klein, so dass allmählich die Wohnbebauung auf die andere Neckarseite übergriff. 1871 wohnten dort bereits 2.200 Menschen, davon 1.500 Katholiken, für deren Betreuung der Pfarrer der Unteren Pfarrei St. Sebastian zuständig war. 1876 bis 1878 wurde an der Ecke Mittelstraße/Laurentiusstraße nach Plänen von Wilhelm Lutz eine Notkirche erbaut, die dreischiffige St.-Laurentius-Kirche, und 1889 eine Kuratie eingerichtet. Als zweiter Kurat wirkte hier 1895/96 der spätere Freiburger Erzbischof Karl Fritz.

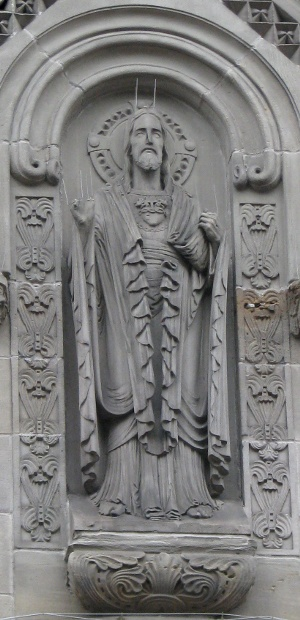
Herz-Jesu-Statue über dem Hauptportal

Die Bevölkerung wuchs durch den Zuzug von Arbeitern während der Industrialisierung Mannheims weiter rasant an, so dass im Jahr 1900 in der Neckarstadt 9.402 Katholiken gezählt wurden. Folgerichtig wurde 1903 eine eigenständige Pfarrei eingerichtet. Dabei erfolgte ein Wechsel des Patroziniums von Laurentius zu Herz Jesu, weil es im 1897 eingemeindeten Käfertal bereits eine St.-Laurentius-Kirche gab. Schon 1901 war mit dem Bau einer neuen, größeren Kirche begonnen worden. Sie wurde bis 1904 nach den Plänen von Ludwig Maier unter der Bauleitung von Josef Kuld fertiggestellt und am 24. Mai 1908 von Erzbischof Thomas Nörber konsekriert. Erster Pfarrer wurde Johann Baptist Knebel, der ab 1909 auch badischer Landtagsabgeordneter war. Die Kirche war von Franz Wallischeck ausgemalt worden. Die Decke zierten sechs große Szenen aus dem Neuen Testament umgeben von kleineren Bildern mit Stationen aus dem Leben des Heiligen Antonius. Der Hochaltar stammte von der renommierten Kunstwerkstätte Marmon. Seit 1913 schmückte den Chor eine große Herz-Jesu-Darstellung vom Düsseldorfer Maler Feldmann. Eine barocke Kreuzigungsgruppe vom alten katholischen Friedhof wurde im rechten und eine Pietà des Bildhauers Rupp im linken Seitenschiff aufgestellt.
Auch nach dem Kirchenbau wuchs die Neckarstadt weiter und in den 1920er-Jahren war die Herz-Jesu-Pfarrei die bevölkerungsreichste in der Erzdiözese Freiburg, so dass im Laufe der Zeit weitere Kirchen gebaut und Pfarrbezirke abgetrennt wurden: St. Bonifatius, St. Nikolaus und St. Bernhard. Heute bildet sie mit diesen Pfarreien die Katholische Kirchengemeinde Mannheim-Neckarstadt im Stadtdekanat Mannheim.
Nach einem Fliegerangriff im Zweiten Weltkrieg brannte die Herz-Jesu-Kirche 1943 bis auf die Außenmauern aus. Unter der Leitung von Hans Rolli wurde sie zwischen 1947 und 1949 wiederaufgebaut, die Gestaltung des Inneneinraums erfolgte bis 1954. Der Umbau des Altarraums nach den Richtlinien des Zweiten Vatikanischen Konzils wurde 1974/75 durchgeführt. 2007 wurden die Gemeinden Herz-Jesu und St. Nikolaus zur Seelsorgeeinheit Neckarstadt-West zusammengeschlossen.

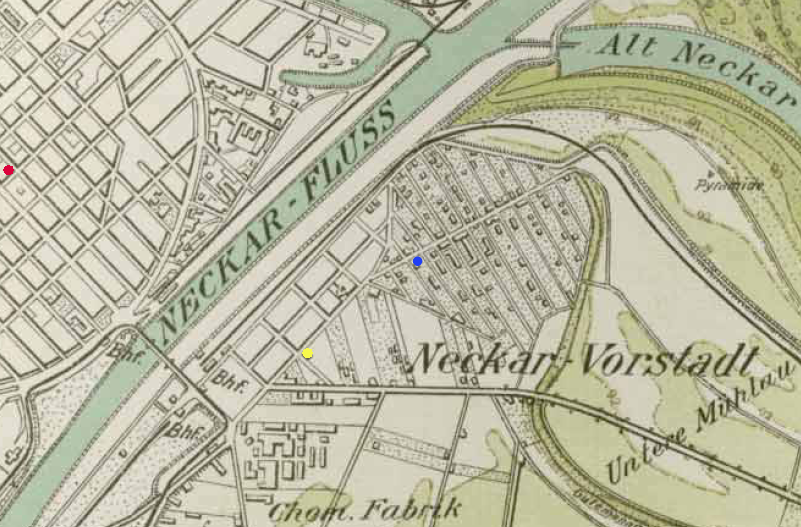
Mannheimer Innenstadt (links) und Neckarstadt (rechts), Plan von 1890 (Ausschnitt)
rot: St. Sebastian-Kirche; gelb: St. Laurentius; blau: Herz-Jesu-Kirche

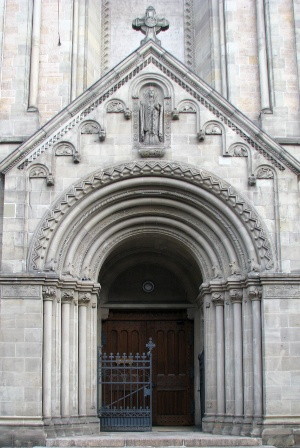
Portal

## Beschreibung
Die Herz-Jesu-Kirche steht an der Mittelstraße, der Hauptstraße von Neckarstadt-West. Die dreischiffige Basilika hat ein Querhaus mit einem halbrund geschlossenen Chor und zwei Nebenchören. Ein weiteres Querhaus befindet sich an der Hauptportalseite, die von der mächtigen Einturmfassade geprägt ist. Die im neuromanischen Stil gehaltene Kirche ist 41,46 Meter lang, 24,50 Meter breit, im Querhaus 27 Meter, und im Mittelschiff 15,80 Meter hoch. An der Hauptfront befinden sich drei Rundbogenportale mit eingestellten Säulen. Das Hauptportal besitzt ein mit einem steinernen Kreuz bekröntes Giebeldreieck. Das Giebelfeld ist verziert mit einem Fries, Tierköpfen, liegenden Tierreliefs und einer Jesusfigur. Darüber folgt ein zurückgesetztes großes Scheinfenster, an den Seiten flankiert von Drillingsfenstern. Ein weiterer Dreiecksgiebel weist hinauf zum Turm, der von einem pyramidalen Dach bedeckt ist.

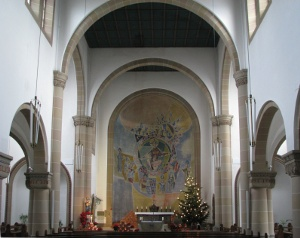
Innenraum

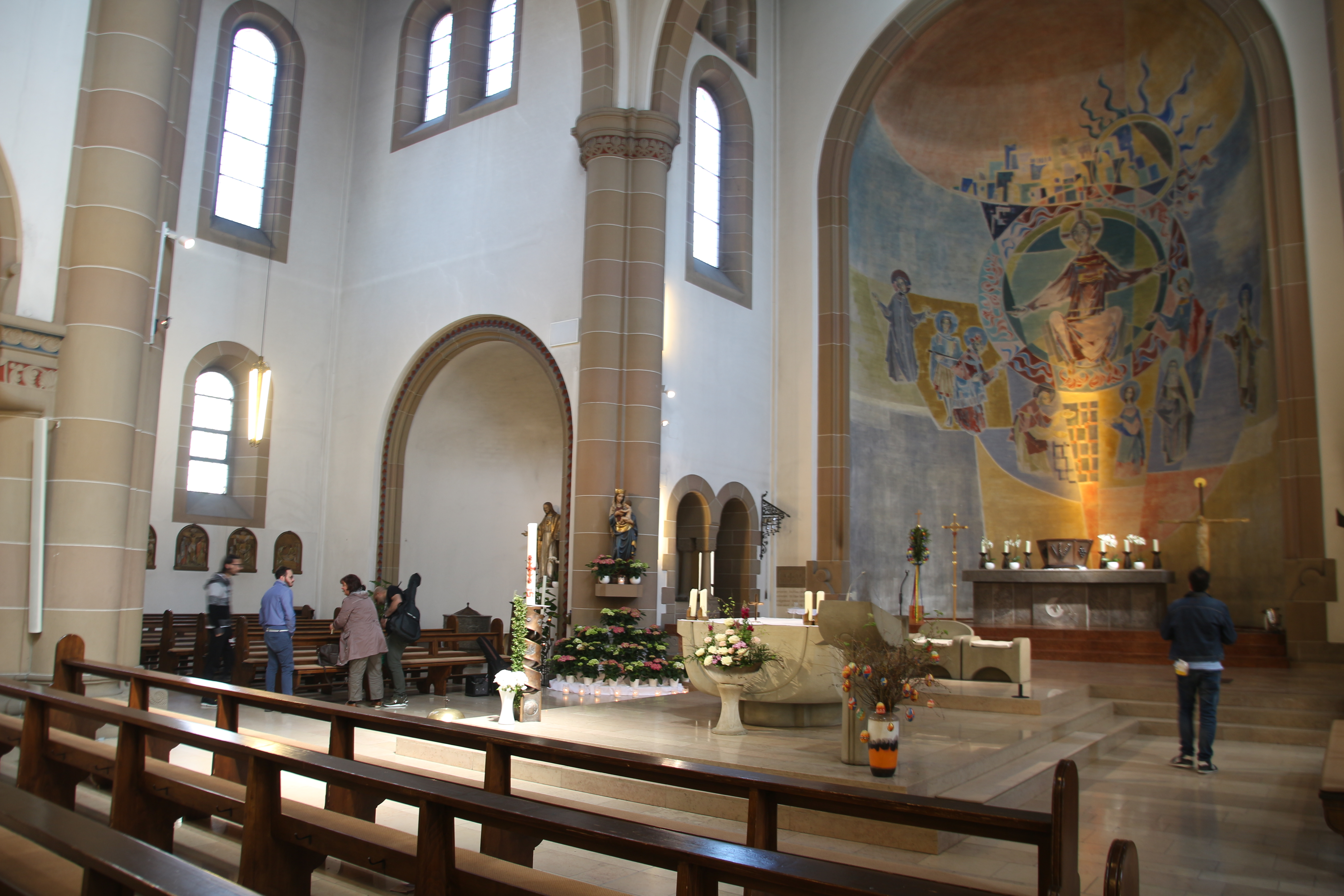
Altarraum 2017

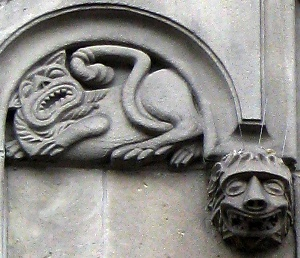
Skulpturen
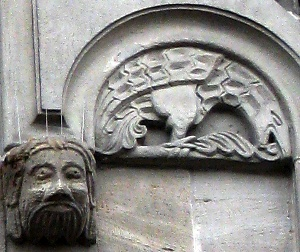
Am Hauptportal
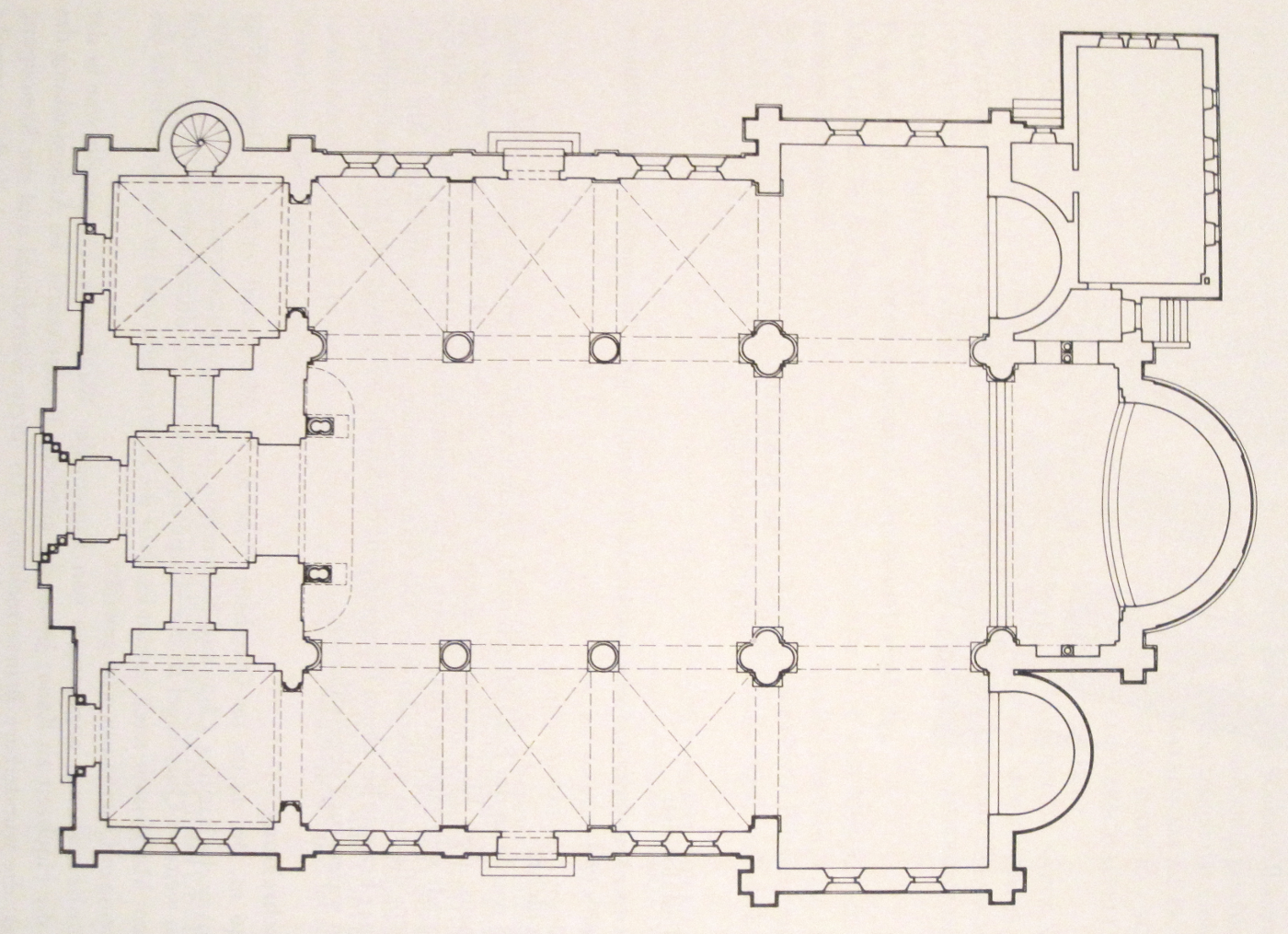
Grundriss

Bei der Umgestaltung des Altarraums 1974/75 wurde die funktionslos gewordene Kommunionbank entfernt und eine in den Raum vorgerückte Altarinsel geschaffen. Den Altar und den Ambo gestaltete der Bildhauer Frido Lehr. Die reichhaltige Ausmalung der Kirche ging im Zweiten Weltkrieg verloren. 1960 schuf Rudolf Kaufhold ein neues Altarraumbild. Es zeigt Jesus Christus mit einladender Geste. Zu seinen Füßen sind die Heiligen Vinzenz Pallotti, Bernhard von Baden, Karl Borromäus, Laurentius, Agnes, Margareta Maria Alacoque, Johannes und Theresia dargestellt. Der geschnitzte Kreuzweg stammt von 1905.

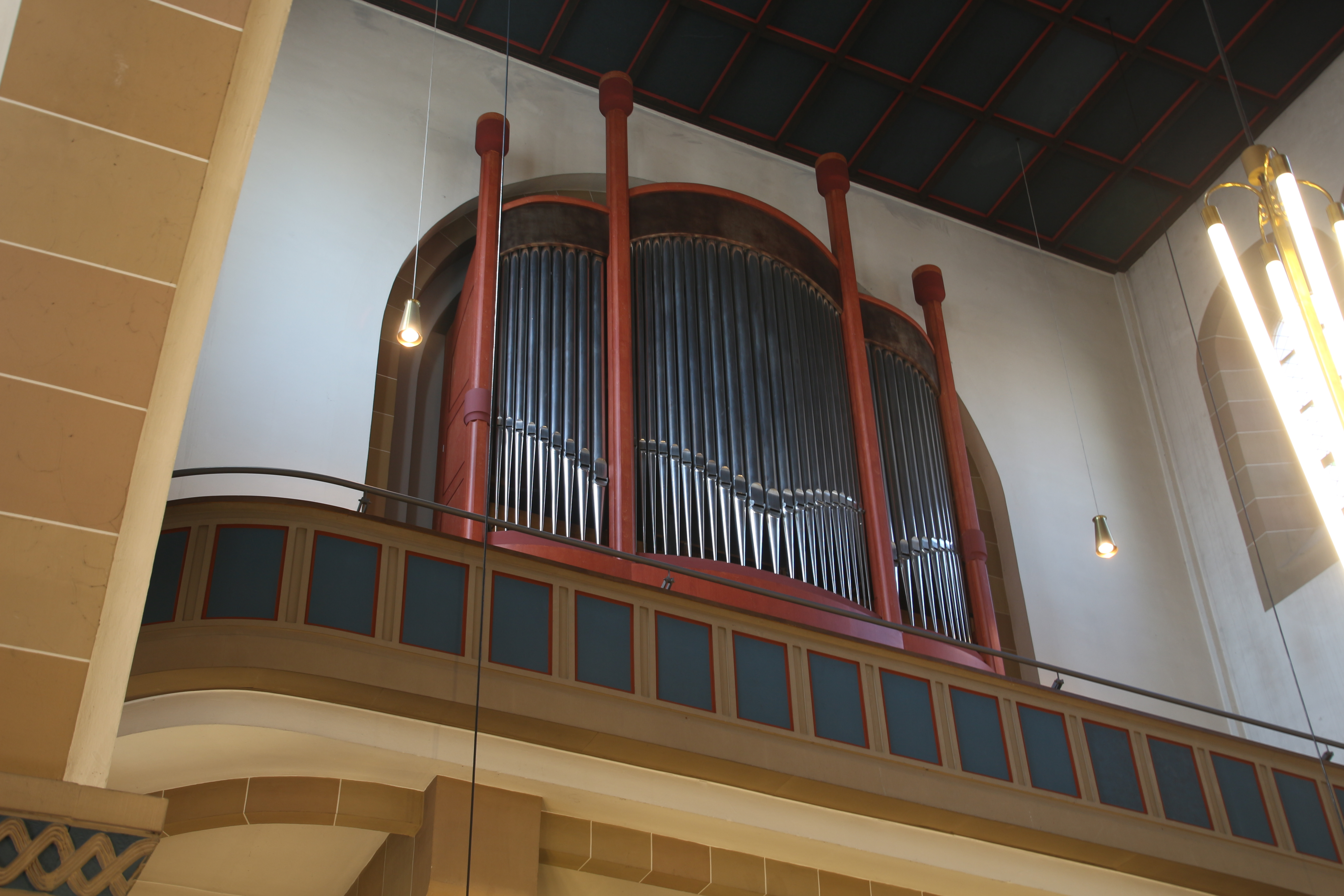
Orgel

### Orgel
Die Orgel wurde von Orgelbauer Gerald Woehl erbaut. Sie wurde 1988 geweiht und 2013 fertiggestellt. Das Instrument hat 39 Register auf vier Manualen und Pedal.
| I Grand Choeur C–a3 |     |
| Gambe               | 8′  |
| Unda Maris          | 8′  |
| Flûte harmonique    | 8′  |
| Flûte               | 4′  |
| Cornet V            | 8′  |
| Basson              | 16′ |
| Trompette           | 8′  |
| Clairon             | 4′  |

| II Grand Orgue C–a3 |     |
| Bourdon             | 16′ |
| Montre              | 8′  |
| Bourdon             | 8′  |
| Prestant            | 4′  |
| Doublette           | 2′  |
| Fourniture IV-V     |     |

| III Positif C–a3  |        |
| Salicional        | 8′     |
| Bourdon           | 8′     |
| Prestant          | 4′     |
| Flûte douce       | 4′     |
| Nasard            | 2 ⁄3′  |
| Doublette         | 2′     |
| Tierce            | 1 3⁄5′ |
| Larigot           | 1 ⁄3′  |
| Fourniture III-IV |        |
| Clarinette        | 8′     |
| Tremblant doux    |        |

| IV Recit expressif C–a3 |    |
| Flûte traviersière      | 8′ |
| Viole de Gambe          | 8′ |
| Voix céleste            | 8′ |
| Fugara                  | 4′ |
| Flûte octaviante        | 4′ |
| Octavin                 | 2′ |
| Trompette harmonique    | 8′ |
| Basson-Hautbois         | 8′ |
| Voix humaine            | 8′ |
| Tremblant               |    |

| Pedale C–f1   |     |
| Grand Bourdon | 32′ |
| Contrebasse   | 16′ |
| Bourdon       | 16′ |
| Basse         | 8′  |
| Bombarde      | 16′ |
| Trompette     | 8′  |

- Koppeln:
  - Normalkoppeln: II/I, III/I, IV/I, IV/III, I/P, II/P, III/P, II/I, III/I, III/II
  - Suboktavkoppeln: IV/I
- Spielhilfen: Appels des anches: Récit/Positif/Grand-Choeur/Pédale

### Geläut
Das Glockengeläut bestand ursprünglich aus einer kleinen Glocke aus dem Jahr 1729, die von der Kapelle des alten katholischen Friedhofs in K2/K3 stammte, und den im Einweihungsjahr der Kirche 1904 gegossenen Glocken. Bis auf die kleine mussten sie im Ersten Weltkrieg abgegeben werden. 1922 wurden vier neue Stahlglocken beschafft. Sie überstanden den Kirchenbrand 1943, während die kleine Glocke schmolz.
|   | Name             | Durchmesser | Gewicht | Schlagton | Inschrift                                                             |
| - | ---------------- | ----------- | ------- | --------- | --------------------------------------------------------------------- |
| 1 | Herz-Jesu-Glocke | 1800 mm     | 2200 kg | h°-6      | O Herz-Jesu, Du allein sollst der Gemeinde Schutzwehr sein            |
| 2 | Laurentiusglocke | 1500 mm     | 1250 kg | d’+1      | Ich singe Laurentius Lob, wie er, bestand ich die Feuerprob           |
| 3 | Marienglocke     | 1350 mm     | 0930 kg | f’-2      | O Maria, voll der Gnaden, hilf, daß uns kein Feind kann schaden       |
| 4 | Josefsglocke     | 1100 mm     | 0520 kg | as’-4     | Hl. Josef hilf im Leben, hilf im Sterben, daß wir werden Himmelserben |

Alle Glocken sind in den Uhrschlag der Turmuhr einbezogen; Glocke 1 schlägt die vollen Stunden, die anderen sorgen für den Viertelstundenschlag.